# Wighard Strehlow
Wighard Strehlow (* 22. September 1939 in Stettin) ist ein deutscher Heilpraktiker und Verfasser zahlreicher Bücher zur Heilkunde Hildegard von Bingens und Vertreter der Hildegard-Medizin.
Wighard Strehlow, Enkel von Carl Strehlow und Neffe von Theodor Strehlow wurde 1968 als Chemiker an der TU Berlin mit einer Schrift zum Thema In vitro Experimente zur Biogenese von Indolalkaloiden promoviert. Er ist Leiter des Hildegard Zentrums Bodensee in Allensbach.

## Schriften (Auswahl)
- mit Gottfried Hertzka: Die Küchengeheimnisse der Hildegard-Medizin. Bauer, Freiburg im Breisgau 1984, ISBN 3-7626-0288-3.
- Hildegard-Heilkunde von A–Z. Kerngesund von Kopf bis Fuss. Droemer Knaur, München 1993, ISBN 3-426-76035-5.
- Die Kunst der Heilung nach Hildegard von Bingen. Aderlass statt Pillen. Knaur-Taschenbuch, München 2012, ISBN 3-426-87545-4.
- Wüstentanz: Australien spirituell erleben durch Mythen, Sagen, Märchen und Gesänge. Strehlow Verlag, Allensbach am Bodensee, 2. Auflage 1997